# Gymnanthelius porchi
Gymnanthelius porchi är en skalbaggsart som beskrevs av Perkins 2004. Gymnanthelius porchi ingår i släktet Gymnanthelius och familjen vattenbrynsbaggar. Inga underarter finns listade i Catalogue of Life.